# (467198) 2016 EG133
(467198) 2016 EG133 es un asteroide perteneciente al cinturón de asteroides, descubierto el 23 de septiembre de 2001 por el equipo Spacewatch desde el Observatorio Nacional de Kitt Peak (Arizona, Estados Unidos).